# Єгорівка (Вознесенський район)
Єго́рівка — село в Україні, у Братській селищній громаді Вознесенського району Миколаївської області. Населення становить 19 осіб.

## Населення
Згідно з переписом УРСР 1989 року чисельність наявного населення села становила 29 осіб, з яких 12 чоловіків та 17 жінок.
За переписом населення України 2001 року в селі мешкало 19 осіб.

### Мова
Розподіл населення за рідною мовою за даними перепису 2001 року:
| Мова       | Кількість | Відсоток |
| ---------- | --------- | -------- |
| українська | 14        | 73.68%   |
| російська  | 5         | 26.32%   |
| Усього     | 19        | 100%     |